# IW Андромеды
IW Андромеды (лат. IW Andromedae) — карликовая новая, двойная катаклизмическая переменная звезда типа Z Жирафа (UGZ:) в созвездии Андромеды на расстоянии приблизительно 2724 световых лет (около 835 парсеков) от Солнца. Видимая звёздная величина звезды — от +17,3m до +13,7m. Орбитальный период — около 223 минут (3,717 часа).

## Характеристики
Первый компонент — аккрецирующий белый карлик спектрального класса pec или sdOB. Масса — около 0,75 солнечной, радиус — около 0,015 солнечного. Эффективная температура — около 25000 K.
Второй компонент — предположительно красный карлик спектрального класса M. Масса — около 0,27 солнечной.